# 스네프루
스네프루(Sneferu, 재위:기원전 2613년 ~ 기원전 2589년)는 이집트 제4왕조의 첫 파라오이다. 이집트 제3왕조의 마지막 파라오인 후니의 딸인 헤테프-헤레스와 결혼하여 왕조를 열었다.

## 출생과 즉위
스네프루는 출생명으로, "아름다운 자"라는 뜻이다. 그는 후니가 후궁인 메레산크를 통해 낳은 자식이다.
그는 후니의 아들로 파라오의 자격은 충분했지만, 후궁 소생이었기 때문에, 왕비의 소생이었던 헤테프-헤레스와 결혼하여 자신의 위상을 확고히 하였다.

## 치세
팔레르모 석의 기록에 의하면, 스네프루는 제1왕조 때 있었던 시나이반도로의 원정을 재개하여 터키 석을 비롯한 그 지역의 자원을 손에 넣었다. 시나이의 와디 마가라에서 그는 신으로 숭배받았으며, 이곳에서 발견된 부조에는 나르메르 시대에서부터 전해내려오는 전형적인 적을 제압하는 동작을 하고 있는 스네프루가 새겨져 있다.
훗날 힉소스인들이 이집트를 지배했을 때(제15왕조)의 기록에 스네프루의 궁정 생활이 묘사되어 있다. 이 이야기는 쿠푸의 아들인 바네프레의 입을 통해 전해진다.
어느 날 스네프루는 궁정 신관의 조언을 받아 궁녀들과 함께 호수에서 뱃놀이를 하기로 하였다. 스네프루는 뱃놀이의 흥을 더하기 위해 그물을 스무 개 가져와 여인들의 옷을 벗기고 그물을 입은 채로 노를 젓게 하였다. 그런데 한 궁녀가 머리카락에 달아 놓았던 터키 석으로 만든 부적을 잃어버려 이 놀이가 중단되었다. 왕은 다시 아까 뱃놀이를 조언한 신관을 데리고 와 부적을 찾게 하였다. 그는 마술을 부려 호수의 물을 갈라 잃어버린 부적을 찾았고, 뱃놀이가 다시 시작되었다.
위처럼 해외 원정을 통해 부를 축적한 스네프루는 궁녀들과 사치스런 뱃놀이를 통해 자신의 부를 과시했다. 뿐만 아니라 자신의 두 개의 피라미드와 선왕의 피라미드까지 세 개의 피라미드를 건축할 수 있는 탄탄한 기반을 마련한 채로 자신의 아들인 쿠푸에게 나라를 맡겼으며, 쿠푸는 선왕의 바탕 위에서 세계사에 길이 남을 기자의 대피라미드를 건설한다.
마네토의 연대기에는 소리스라는 이름으로 29년을 다스렸다고 하나, 통치기간이 24년이라는 설이 더 우세하다. 그의 피라미드는 다슈르에 있는데, 독특하게도 두 개를 지었다.

## 두 개의 피라미드

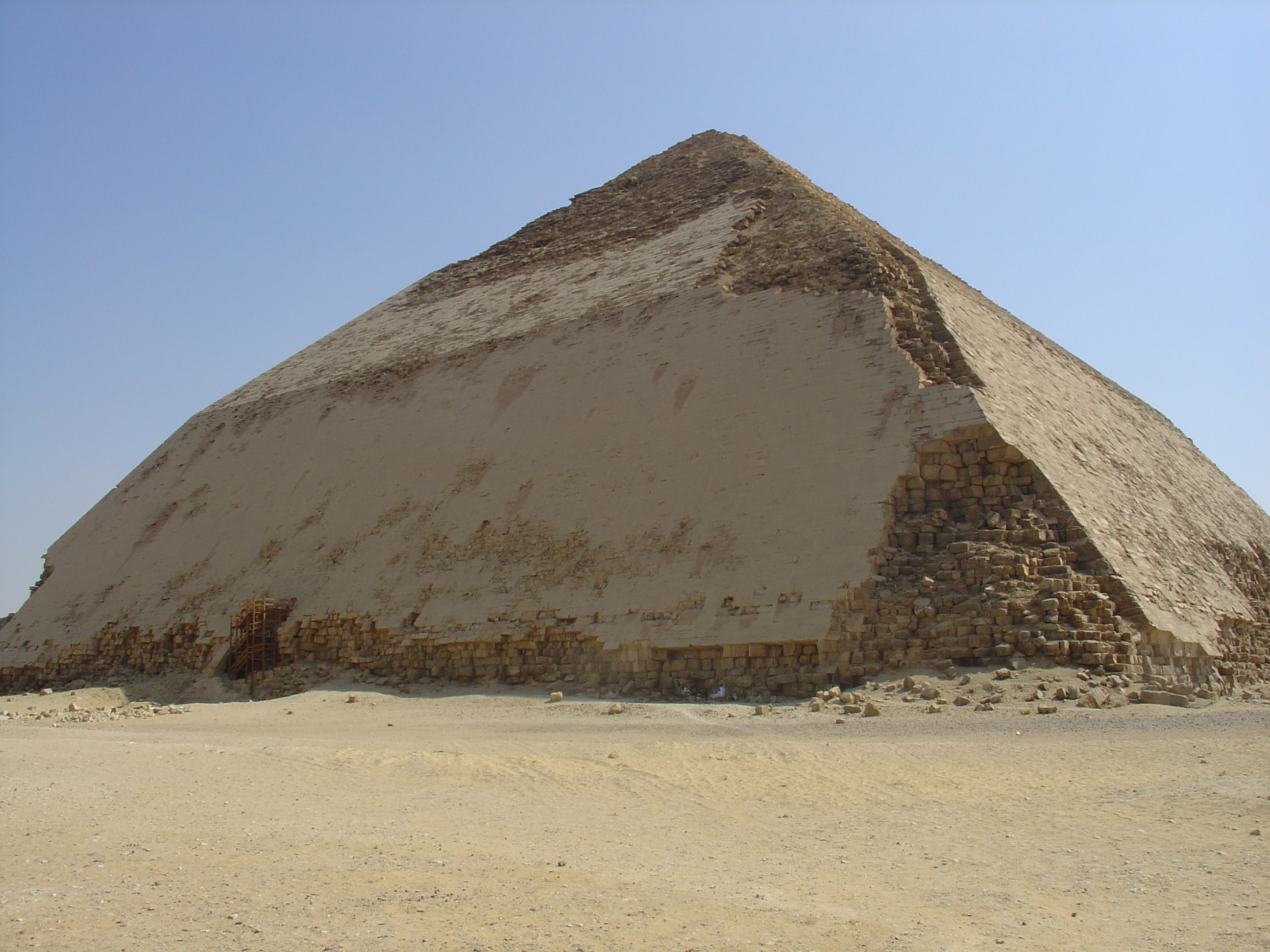
남쪽 피라미드(굴절 피라미드)

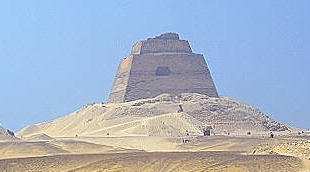
무너진 피라미드

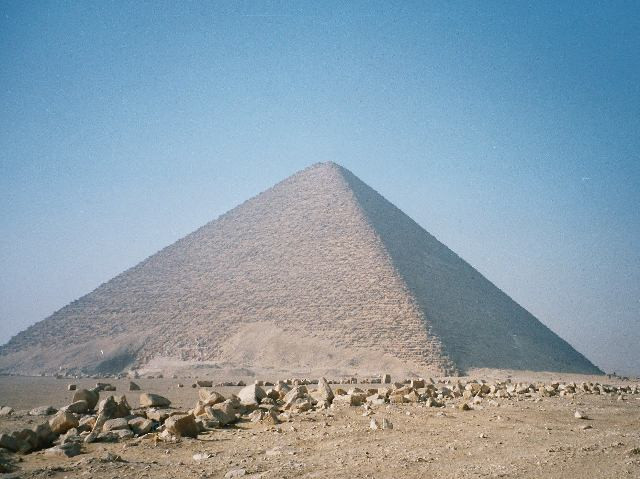
북쪽 피라미드(붉은 피라미드)

스네프루는 피라미드를 여러 개 건설하였다. 이 중 남쪽 피라미드(굴절 피라미드)가 북쪽 피라미드(붉은 피라미드)보다 더 오래 되었다고 알려져 있다. 남쪽 피라미드는 기존의 피라미드들과는 달리 북쪽뿐만 아니라 서쪽에도 높은 곳에 또 하나의 입구가 있는데, 용도는 밝혀지지 않았다. 이 남쪽의 굴절 피라미드는 이집트 피라미드의 발전 과정에서 건축된 중간형태의 것으로 건축도중 경험과 기술의 부족으로 인하여 피라미드가 붕괴되는 것을 막기 위해 건축 도중에 각도가 변경되었다.
북쪽 피라미드는 일명 붉은 피라미드라고도 불리는데, 남쪽 피라미드와 달리 온전한 피라미드의 모양새를 하고 있다. 이 곳에 스네프루가 매장된 것으로 추정된다.
또한 스네프루는 선왕인 후니의 피라미드도 대신 지은 것으로 알려져 있다. 한 왕의 치세에 피라미드가 세 개나 건설된 것은 스네프루의 치세에 고대 이집트의 경제력이 안정되고 탄탄해졌다는 것을 반증한다.
| 전임 후니 | 제1대 이집트 제4왕조의 파라오 기원전 2613년 ~ 기원전 2589년 | 후임 쿠푸 |